# 湖南路15号祥福洋行公寓
36°3′49″N 120°19′13″E / 36.06361°N 120.32028°E
湖南路15号祥福洋行公寓是位于中国山东省青岛市市南区湖南路15号的一座公寓，约建于1910年，最初为德占时期地产公司祥福洋行所建设的出租公寓。

## 历史
约1910年，德国人阿尔弗雷德·希姆森（Alfred Siemssen）创办的祥福洋行地产公司在伊伦娜街（Irenestraße，今湖南路）的17街区建设了一栋双联公寓楼，即今湖南路15号。1914年日军占领青岛后，祥福洋行地产被全部没收。有资料称湖南路15号第二次日占时期曾为青岛盐务管理局，隶属于汪伪华北政务委员会财务总署。另有资料提及，后来在台湾成为行政院院长的孙运璿（又作孙运璇）1940年代在青岛工作时曾居住于此。该楼现仍为民居。

## 建筑特色
湖南路15号祥福洋行公寓平面呈“凸”字形，楼高2层，设阁楼和地下室。该建筑的正立面延续了祥福洋行在广西路的商业建筑的特征，其正立面呈对称式设计，主入口分别设于东西两侧，正立面两翼起山墙，山墙的边缘线脚围绕阁楼窗延展，以漩涡纹样收口；中央为两组内阳台，一层为方形，二层为券式。墙面整体为粗糙的拉毛墙面，以平滑的白色粉刷带勾边，接近建筑底座处有明显的放脚，形成对比关系。山墙纹样与内阳台勾边形状明显受到德国青年派风格的影响，类似手法也曾被运用到祥福洋行1905至1910年间建造的其他建筑中。

## 图集
- 湖南路15号祥福洋行公寓正立面原貌
- 1910年代的湖南路，左侧为祥福洋行公寓，其右侧可见美国长老会住宅、大法官魏尔克住宅等建筑
- 湖南路15号正立面现貌，2015年1月
- 东半部分一楼与二楼之间的楼梯柱及木雕装饰